# Jean Genet
Jean Genet (n. 19 decembrie 1910 - d. 15 aprilie 1986) a fost un scriitor francez.
Scrierile sale, care au creat controverse, investighează aspectele dezumanizante ale societății, având ca domeniu predilect lumea interlopă, păstrând tonul critic în abordarea societății din acea epocă.

## Scrieri
- 1944: Maica Domnului a florilor ("Notre Dame des fleurs")
- 1946: Miracolul trandafirului ("Le miracle de la rose")
- 1947: Pompe funebre ("Pompes funèbres")
- 1953: Scandal la Brest ("Querelle de Brest")
- 1958: Negrii ("Les nègres")
- 1961: Paravanele ("Les paravents")